# Битва при Каллінікі (531)
35°57′00″ пн. ш. 39°01′00″ сх. д. / 35.95° пн. ш. 39.016666666667° сх. д.
Битва при Каллінікі — битва часів Іберійської війни 19 квітня 531 року між візантійським та сасанідським військами. Завершилася без перемоги жодної зі сторін.

## Передумови
У квітні 531 року перські війська (близько 15-тисячна кіннота і 5 тис. арабів-лахмідів) під командуванням Азарета перетнули Євфрат у Кіркесія і вдерлися до провінції Євфратисія (в регіоні Коммагена). За цим почалися облогу міста Габала. Дізнавшись про це, візантійський командувач Велізарій зібрав 20-тисячне військо, з якого було 2 тис. ісаврів, а також араби під командуванням Арефи. Частина військ було залишено для охорони фортець, зокрема Дари. Азарет вирішив відступили від Габали, околиці та передмістя якої зумів сплюндрувати.
Переслідуючи персів уздовж Євфрату, Велізарій збирався змусити персів відступити, уникаючи відкритого бою. Проте вояки вимагали битви, відкрито називаючи Велізарія боягузом. Після неуспіху своєї промови, в якій полководець закликав армію до розсудливості, йому нічого не залишалося, крім як удати, що він завжди хотів відкритої битви.

## Хід
Битва відбулася 19 квітня 531 року. Візантійський командувач розділив своє військо на два фланги, помістивши на лівий піхоту, на правий арабів, і важку кавалерію з катапультами в центрі. Перси розподілили свої війська рівномірніше, з піхотою перед кавалерією.
Протягом більшої частини дня результат битви не був визначений, супротивники обсипали один одного стрілами і обмінювалися кавалерійськими атаками. Ближче до кінця дня перси кинули найкращі сили проти правого флангу візантійців. Прокопій Кесарійський припускає, що в цей момент Гасаніди вчинили зраду і відступили, давши можливість персам напасти з тилу на римську кінноту, виснажену битвою. Також сумнівною виявилася участь у битві ісаврів, які «не наважилися навіть підняти зброю проти ворогів». Відчайдушний опір піхоти і кавалерії, що поспішала, під особистим командуванням Велізарія дозволило утримати позицію до вечора. Наступного дня візантійці відступили до міста Каллінік. Сасанідське військо повернулося за річку Євфрат

## Наслідки
Обидві сторони зазнали важких втрат. Візантійці втратили найбільше вояків при відступі, зокрема 800 гунів та частину ісаврів. Безпосередній результат битви, зазвичай розглядають як невизначеним, оскільки перське військо не змогло досягти повної перемоги. Згодом перси не змогли захопити місто Мартирополь, де зазначи чуттєвих втрат. Прокопій Кесарійський повідомляє, що шахиншах Кавад I вважав результати кампанії, у якій не було захоплено жодного міста, а втрати величезними, провальними і усунув Азарета від командування.
Після року прикордонних сутичок влітку 532 року з наступним шахиншахом Хосровом I було укладено «Вічний мир», за умовами якого Візантія віддала Сасанідам золоті копальні в Фаранзі, фортецю Болонья і зобов'язалася виплатити 11 тис. фунтів золота, а також перенести резиденцію дукса Месопотамії з Дари до Костянтини.